# Lenné-Gesellschaft Bonn
Die Lenné-Gesellschaft Bonn e. V. ist ein gemeinnütziger Verein mit Sitz in Bonn. Der Verein sieht seine Aufgabe darin, die das Wissen um Persönlichkeit und Wirken des in Bonn geborenen Gartenarchitekten und Städtplaners Peter Joseph Lenné (1789–1866) zu verbreiten und sein Andenken zu pflegen.

## Aktivitäten
Zur Erreichung der Vereinsziele organisiert der Verein Führungen, Vorträge, Exkursionen und Ausstellungen.
Er fördert themenspezifische Forschungsaktivitäten und Publikationen.
Die Organisation ist Mitglied im Verein für geschichtliche Landeskunde der Rheinlande. und kooperiert mit zahlreichen gleichgesinnten Institutionen.